# Championnats sportifs européens
Ne doit pas être confondu avec Jeux européens.
Les championnats sportifs européens sont des événements multisports, regroupant, au sein d’un même événement organisé tous les quatre ans, les championnats d’Europe de plusieurs sports du continent. L’édition inaugurale des championnats a eu lieu du 2 au 12 août 2018, dans les villes hôtes de Glasgow et Berlin.

## Présentation générale
En 2018, les Championnats d'Europe d'athlétisme eurent lieu à Berlin, tandis que la ville de Glasgow accueillait les championnats de natation, de cyclisme, de gymnastique, d’aviron et de triathlon, ainsi que l’édition inaugurale du nouveau Championnat européen de golf par équipes.
Les championnats sont organisés sous une nouvelle marque unique, la « Marque d’un champion », symbolisée par un logo en forme d’étoile,,.
L’Union européenne de radio-télévision est l’un des principaux partenaires de l’événement et diffusera les Championnats sur l’ensemble des chaînes gratuites d’Europe via son réseau Eurovision, auprès d’une audience estimée à 1,03 milliard de téléspectateurs. L’événement sera aussi diffusé sur les stations de radio et plusieurs plateformes numériques.
Les épreuves d’athlétisme ont lieu au Stade olympique de Berlin entre le 7 et le 12 août. La compétition commence le 2 août à Glasgow avec les sports aquatiques : les épreuves de natation se dérouleront au Tollcross International Swimming Centre, la natation synchronisée au complexe sportif de Scotstoun, le plongeon à la Royal Commonwealth Pool à Édimbourg, et la nage en eau libre au Loch Lomond.
Les épreuves de cyclisme réunissent pour la première fois les quatre disciplines olympiques (course sur route, sur piste, VTT et BMX) et se dérouleront au Vélodrome Sir Chris Hoy, dans les rues de Glasgow, sur les sentiers de VTT de Cathkin Braes et sur un circuit BMX de classe olympique qui sera construit dans la ville.
Les épreuves de gymnastique ont lieu au SSE Hydro,,, site qui avait déjà accueilli les Championnats du monde de gymnastique artistique 2015, et le nouveau championnat de golf par équipes sera disputé à Gleneagles, parcours où s’était jouée la Ryder Cup 2014,,.
Les épreuves d’aviron et de triathlon se déroulent quant à elles au Strathclyde Country Park,.
L’European Championships Management, organisme co-fondé par Paul Bristow et Marc Joerg, a développé le concept de l’événement et prend en charge la gestion et l’exécution des Championnats sportifs européens pour le compte des fédérations participantes.
Cette compétition n’a pas de lien avec les Jeux européens, qui sont organisés par les Comités olympiques européens.

## Histoire
En 2015, l'Association européenne d'athlétisme, la Ligue européenne de natation, l’Union européenne de cyclisme, la FISA et la Fédération européenne de triathlon sont parvenues à un accord et ont décidé d’organiser leurs championnats respectifs dans le cadre général des Championnats sportifs européens,. Les fédérations individuelles et les villes hôtes organiseront les différents championnats selon un calendrier coordonné et sous l’égide unificatrice d’une marque commune. Les championnats inclus sont les Championnats d'Europe d’athlétisme, les Championnats d'Europe de natation de la LEN, les Championnats d'Europe de cyclisme, les Championnats d’Europe d’aviron et les Championnats d’Europe de triathlon, ainsi que les Championnats d'Europe de gymnastique et le nouveau Championnat européen de golf par équipes. La gymnastique et le golf ont tous deux été officiellement intégrés au nouvel événement le 23 octobre 2015,.

## Éditions

### Première édition (2018)
| Région couverte             | Europe                  |
| Organisations participantes | 7 fédérations sportives |

Les fédérations sportives européennes d’athlétisme, de natation, de cyclisme, de golf, de gymnastique, d’aviron et de triathlon organiseront et coordonneront leurs championnats continentaux individuels au sein de la première édition des Championnats sportifs européens,,, qui se déroule du 2 au 12 août 2018 à Berlin (déjà choisie comme ville hôte des Championnats d'Europe d'athlétisme 2018) et Glasgow (déjà choisie comme ville hôte des Championnats d'Europe de natation 2018, et qui accueillera les épreuves des autres sports représentés),.
Les fédérations sportives européennes participantes, et les championnats organisés au sein de l’édition inaugurale sont :
- l'Association européenne d'athlétisme, qui organise le Championnats d'Europe d'athlétisme 2018 à Berlin, en Allemagne
- la Ligue européenne de natation, qui organise les Championnats d'Europe de natation 2018
- l'Union européenne de cyclisme, qui organise les Championnats européens de cyclisme 2018, regroupant les championnats de cyclisme sur route, sur piste, de VTT et de BMX du continent, habituellement organisés sous forme d’événements indépendants
- la FISA, qui organise les Championnats d’Europe d’aviron 2018
- la Fédération européenne de triathlon, qui organise les Championnats d’Europe de triathlon 2018, et
- l'Union européenne de gymnastique, qui organise les Championnats d’Europe de gymnastique artistique, tous à Glasgow, en Écosse
- le Tour européen PGA et le Ladies European Tour, qui organisent l’édition inaugurale du nouveau Championnat européen de golf par équipes, à Gleneagles en Écosse.

L'Union européenne de radio-télévision (UER), organisme regroupant les chaînes en clair gratuites du continent, est le partenaire de diffusion de l'ensemble des championnats qui, selon les prévisions, générera plus de 2 700 heures de retransmissions et programmes. On s’attend notamment à une augmentation de 20 % de l’audience télévisuelle des épreuves d’athlétisme, en comparaison aux chiffres habituellement générés par les traditionnels Championnats d'Europe d'athlétisme, organisés indépendamment des autres sports.
Tous les principaux réseaux de diffusion gratuits d’Europe retransmettront les Championnats sportifs européens en 2018,. L’Union européenne de radio-télévision, qui détient les droits de diffusion sur toutes les plateformes, a confirmé la couverture de l’événement sur les cinq marchés principaux : la BBC au Royaume-Uni, ARD/ZDF en Allemagne, France Télévisions en France, Rai en Italie et TVE en Espagne. Les autres membres de l’UER ayant déjà conclu des accords de diffusion incluent la VRT (Belgique), HRT (Croatie), DR (Danemark), YLE (Finlande), RTÉ (Irlande), NOS(Pays-Bas), NRK (Norvège), TVP (Pologne), SRG SSR (Suisse) et SVT/TV4 (Suède). Le haut niveau de couverture médiatique est également assuré par un contrat avec Eurosport. Au total, plus de 40 membres de l’UER ont déjà signé des accords de retransmission (en date d’avril 2018). Les discussions sont encore en cours avec les réseaux de diffusion des territoires européens restants, ainsi que d’autres régions du monde, telles que la Chine, le Japon et les États-Unis.
Les Championnats sportifs européens de Glasgow 2018 sont soutenus par quatre partenaires officiels (People Make Glasgow, le gouvernement écossais, Strathmore et Spar), et Berlin 2018 est organisé avec cinq partenaires officiels (Spar, Le Gruyère, Nike, Toyo Tires et Eurovision),  sans compter les différents supporters officiels qui seront présents dans les deux villes. Au total, plus de 24 sociétés ont signé des accords pour figurer parmi les supporters de l’événement inaugural,.
Organisés entre le 2 et le 12 août 2018, les Championnats d'Europe d'athlétisme seront disputés par près de 1 500 athlètes, tandis que plus de 3 000 concurrents prendront part aux autres championnats, qui auront lieu aux mêmes dates à Glasgow. Les Championnats d'Europe de chaque sport seront conjointement organisés par leur fédération respective et la ville hôte.

### Seconde édition (2022)
| Région couverte             | Europe                  |
| Organisations participantes | 9 fédérations sportives |

La seconde édition des Championnats sportifs européens est prévue pour l’été 2022, et le processus de sélection de la ville hôte est actuellement en cours.
La première étape du processus de candidature pour l’événement 2022 a été marquée par la distribution d’un Document d’informations aux candidats, contenant un questionnaire préliminaire à remplir par les parties intéressées. Les fédérations européennes participantes annonceront les sites hôtes sélectionnés pour l’événement 2022 après la première édition des Championnats en août 2018.

## Villes hôtes
| Année | Ville hôte | Pays hôte             | Dates           | Sports                                                                               | Événements | Athlètes | Sites                                                                                        |
| 2018  | Berlin     | Allemagne             | 2–12 août 2018  | - Athlétisme                                                                         | 50         | 1 500    | - Stade olympique de Berlin - Porte de Brandenbourg                                          |
| 2018  | Glasgow    | Écosse ( Royaume-Uni) | 2–12 août 2018  | - Sports nautiques - Natation - Plongeon - Natation synchronisée - Nage en eau libre | 72         | 1 072    | - Tollcross - Royal Commonwealth Pool - Complexe sportif de Scotstoun - Loch Lomond          |
| 2018  | Glasgow    | Écosse ( Royaume-Uni) | 2–12 août 2018  | - Cyclisme - Sur route - Sur piste - VTT - BMX                                       | 30         | 1 055    | - Vélodrome Sir Chris Hoy - Sentiers de VTT Cathkin Braes - Piste de BMX de Knightswood Park |
| 2018  | Glasgow    | Écosse ( Royaume-Uni) | 2–12 août 2018  | - Golf                                                                               | 3          | 64       | - Gleneagles                                                                                 |
| 2018  | Glasgow    | Écosse ( Royaume-Uni) | 2–12 août 2018  | - Gymnastique - Gymnastique artistique                                               | 12         | 311      | - SSE Hydro                                                                                  |
| 2018  | Glasgow    | Écosse ( Royaume-Uni) | 2–12 août 2018  | - Aviron                                                                             | 18         | 600      | - Strathclyde Country Park                                                                   |
| 2018  | Glasgow    | Écosse ( Royaume-Uni) | 2–12 août 2018  | - Triathlon                                                                          | 3          | 180      | - Strathclyde Country Park                                                                   |
| 2022  | Munich     | Allemagne             | 11–21 août 2022 | - Athlétisme                                                                         | 50         |          | - Stade olympique de Munich                                                                  |
| 2022  | Munich     | Allemagne             | 11–21 août 2022 | - Cyclisme - Sur route - Sur piste - VTT - BMX freestyle                             | 30         |          | - Messe München - Parc olympique de Munich                                                   |
| 2022  | Munich     | Allemagne             | 11–21 août 2022 | - Gymnastique - Gymnastique artistique                                               | 14         |          | - Olympiahalle                                                                               |
| 2022  | Munich     | Allemagne             | 11–21 août 2022 | - Aviron                                                                             | 22         |          | - Parcours de régate d'Oberschleißheim                                                       |
| 2022  | Munich     | Allemagne             | 11–21 août 2022 | - Canoë-kayak - Course en ligne                                                      | 42         |          | - Parcours de régate d'Oberschleißheim                                                       |
| 2022  | Munich     | Allemagne             | 11–21 août 2022 | - Triathlon                                                                          | 3          |          |                                                                                              |
| 2022  | Munich     | Allemagne             | 11–21 août 2022 | - Tennis de table                                                                    | 5          |          | - Audi Dome                                                                                  |
| 2022  | Munich     | Allemagne             | 11–21 août 2022 | - Escalade                                                                           | 8          |          | - Königsplatz                                                                                |
| 2022  | Munich     | Allemagne             | 11–21 août 2022 | - Beach-volley                                                                       | 2          |          | - Königsplatz                                                                                |

## Palmarès
Le classement est déterminé par le tableau des médailles.
| Édition | Édition | Villes hôtes   | Épreuves | Dates         | Vainqueur | Deuxième        | Troisième |
| no      | Année   | Villes hôtes   | Épreuves | Dates         | Vainqueur | Deuxième        | Troisième |
| ------- | ------- | -------------- | -------- | ------------- | --------- | --------------- | --------- |
| 1re     | 2018    | Berlin Glasgow | 187      | 2 au 12 août  | Russie    | Grande-Bretagne | Italie    |
| 2e      | 2022    | Munich         | 176      | 11 au 21 août | Allemagne | Grande-Bretagne | Italie    |

## Tableau des médailles
| Rang  | Nation          | Or  | Argent | Bronze | Total |
| ----- | --------------- | --- | ------ | ------ | ----- |
| 1     | Grande-Bretagne | 50  | 45     | 39     | 134   |
| 2     | Allemagne       | 39  | 37     | 37     | 113   |
| 3     | Russie          | 31  | 19     | 16     | 66    |
| 4     | Italie          | 29  | 35     | 47     | 111   |
| 5     | France          | 24  | 31     | 37     | 92    |
| 6     | Pays-Bas        | 24  | 22     | 25     | 71    |
| 7     | Hongrie         | 18  | 11     | 9      | 38    |
| 8     | Pologne         | 17  | 22     | 21     | 60    |
| 9     | Ukraine         | 13  | 21     | 14     | 48    |
| 10    | Espagne         | 12  | 17     | 22     | 51    |
| 11    | Suisse          | 11  | 9      | 13     | 33    |
| 12    | Roumanie        | 11  | 6      | 8      | 25    |
| 13    | Grèce           | 10  | 7      | 2      | 19    |
| 14    | Norvège         | 10  | 3      | 4      | 17    |
| 15    | Belgique        | 9   | 8      | 12     | 29    |
| 16    | Suède           | 9   | 5      | 6      | 20    |
| 17    | Portugal        | 6   | 4      | 2      | 12    |
| 18    | Croatie         | 5   | 2      | 3      | 10    |
| 19    | Autriche        | 4   | 3      | 5      | 12    |
| 20    | Biélorussie     | 4   | 2      | 3      | 9     |
| 21    | Tchéquie        | 3   | 7      | 4      | 14    |
| 22    | Lituanie        | 3   | 6      | 5      | 14    |
| 23    | Slovénie        | 3   | 6      | 3      | 12    |
| 24    | Israël          | 3   | 2      | 3      | 8     |
| 25    | Danemark        | 2   | 7      | 5      | 14    |
| 25    | Turquie         | 2   | 7      | 5      | 14    |
| 27    | Irlande         | 2   | 3      | 3      | 8     |
| 28    | Finlande        | 2   | 1      | 2      | 5     |
| 29    | Serbie          | 1   | 2      | 1      | 4     |
| 30    | Arménie         | 1   | 1      | 1      | 3     |
| 31    | Islande         | 1   | 1      | 0      | 2     |
| 31    | Lettonie        | 1   | 1      | 0      | 2     |
| 33    | Albanie         | 1   | 0      | 0      | 1     |
| 33    | Chypre          | 1   | 0      | 0      | 1     |
| 35    | Slovaquie       | 0   | 2      | 1      | 3     |
| 36    | Bulgarie        | 0   | 1      | 1      | 2     |
| 37    | Azerbaïdjan     | 0   | 1      | 0      | 1     |
| 37    | Moldavie        | 0   | 1      | 0      | 1     |
| 37    | Monténégro      | 0   | 1      | 0      | 1     |
| 40    | Estonie         | 0   | 0      | 2      | 2     |
| 41    | Luxembourg      | 0   | 0      | 1      | 1     |
| Total | Total           | 362 | 359    | 362    | 1083  |